# Bahnradsport-Europameisterschaften der Junioren/U23 2018
Die Bahnradsport-Europameisterschaften der Junioren/U23 2018 (2018 UEC Jun/U23 Track European Championships) fanden vom 21. bis 26. August im World Cycling Centre im schweizerischen Aigle statt.
Ursprünglich war die Austragung der EM im italienischen Montichiari im dortigen Velodromo Fassa Bortolo geplant. Damit wären die Europameisterschaften für die Klassen U23 und Junioren zum zweiten Mal nach 2016 dort ausgetragen worden. Wenige Wochen vor Beginn der Wettbewerbe wurden die Meisterschaften jedoch abgesagt. Da Wasser durch das Dach des Velodroms sickerte und zudem eine Brandschutzbescheinigung fehlte, wurde die Bahn von der Feuerwehr gesperrt.
Zu den Meisterschaften waren insgesamt 343 Fahrerinnen und Fahrer (52 Juniorinnen, 108 Junioren, 71 U23-Frauen and 112 U23-Männer) aus 25 Ländern gemeldet, von denen schließlich 317 an den Start gingen. Insgesamt wurden 44 Titel vergeben.
Wie 2017 dominierten die italienischen Fahrerinnen und Fahrer die Junioren/U23-Europameisterschaften mit insgesamt 21 Medaillen – 13 goldenen, fünf silbernen und drei bronzenen, gefolgt von Russland (9, 6 und 7) und Belgien (6, 4 und 3). Die italienischen Juniorinnen zeigten sich besonders erfolgreich in den Ausdauerdisziplinen. Vittoria Guazzini errang drei Titel: im Omnium, der Einerverfolgung und dem Zweier-Mannschaftsfahren, letztere Disziplin gemeinsam mit Gloria Scarsi, die zudem im Scratch, dem Ausscheidungsfahren und der Mannschaftsverfolgung erfolgreich war, Letizia Paternoster errang Gold im Ausscheidungsfahren und im Omnium. Miriam Vece gewann zudem in den Kurzzeitdisziplinen Sprint und 500-Meter-Zeitfahren. Die russischen Sportler wiederum dominierten die Kurzzeitdisziplinen; allein die Juniorin Jana Tyschtschenko gewann vier Titel.
Die Fahrerinnen und Fahrer gewannen insgesamt zwölf Medaillen, darunter durch Felix Groß den U23-EM-Titel in der Einerverfolgung. Die Schweizer Fahrer holten insgesamt vier Medaillen.

## Zeitplan (Finale)

### U23
| Datum                  | Disziplinen Männer                           | Disziplinen Frauen                   |
| ---------------------- | -------------------------------------------- | ------------------------------------ |
| Dienstag, 21. August   | Ausscheidungsfahren, Einerverfolgung         | Ausscheidungsfahren, Einerverfolgung |
| Mittwoch, 22. August   | Teamsprint, Scratch                          | Teamsprint, Scratch                  |
| Donnerstag, 23. August | 1000-Meter-Zeitfahren, Mannschaftsverfolgung | Mannschaftsverfolgung                |
| Freitag, 24. August    | Punktefahren                                 | Punktefahren, Sprint                 |
| Samstag, 25. August    | Sprint, Omnium                               | 500-Meter-Zeitfahren, Omnium         |
| Sonntag, 26. August    | Keirin, Zweier-Mannschaftsfahren             | Keirin, Zweier-Mannschaftsfahren     |

### Junioren/Juniorinnen
| Datum                  | Disziplinen Junioren                                              | Disziplinen Juniorinnen                    |
| ---------------------- | ----------------------------------------------------------------- | ------------------------------------------ |
| Dienstag, 21. August   | Scratch, Teamsprint                                               | Scratch, Teamsprint                        |
| Mittwoch, 22. August   | 1000-Meter-Zeitfahren, Mannschaftsverfolgung, Ausscheidungsfahren | Mannschaftsverfolgung, Ausscheidungsfahren |
| Donnerstag, 23. August | Einerverfolgung                                                   | Einerverfolgung, Sprint                    |
| Freitag, 24. August    | Sprint, Omnium                                                    | 500-Meter-Zeitfahren, Omnium               |
| Samstag, 25. August    | Keirin, Punktefahren                                              | Keirin, Punktefahren                       |
| Sonntag, 26. August    | Zweier-Mannschaftsfahren                                          | Zweier-Mannschaftsfahren                   |

## Resultate U23
- Legende: „G“ = Zeit aus dem Finale um Gold; „B“ = Zeit aus dem Finale um Bronze

### Sprint
| Platz | Sportler          | Land | Zeit (s)              |
| ----- | ----------------- | ---- | --------------------- |
|       | Rayan Helal       | FRA  | 10,353 (1) 10,527 (2) |
|       | Melvin Landerneau | FRA  |                       |
|       | Martin Čechman    | CZE  | 10,549 (1) 10,527 (2) |

| Platz | Sportlerin       | Land | Zeit (s)              |
| ----- | ---------------- | ---- | --------------------- |
|       | Miriam Vece      | ITA  | 11,606 (1) 11,594 (2) |
|       | Miglė Marozaitė  | LTU  |                       |
|       | Nicky Degrendele | BEL  | 11,827 (1) 11,654 (2) |

### Keirin
| Platz | Sportler       | Land |
| ----- | -------------- | ---- |
|       | Rayan Helal    | FRA  |
|       | Marc Jurczyk   | GER  |
|       | Martin Čechman | CZE  |

| Platz | Sportlerin           | Land |
| ----- | -------------------- | ---- |
|       | Nicky Degrendele     | BEL  |
|       | Steffie van der Peet | NED  |
|       | Aleksandra Tolomanow | POL  |

### Teamsprint
| Platz | Sportler                                            | Land | Zeit (s) |
| ----- | --------------------------------------------------- | ---- | -------- |
|       | Melvin Landerneau Rayan Helal Florian Grengbo       | FRA  | 35,746 G |
|       | Sergei Tabolin Jewgeni Bobrakow Alexander Wasjuchno | RUS  | 36,213 G |
|       | Marc Jurczyk Nik Schröter Carl Hinze                | GER  | 36,298 B |

| Platz | Sportlerin                          | Land | Zeit (s) |
| ----- | ----------------------------------- | ---- | -------- |
|       | Julita Jagodzińska Marlena Karwacka | POL  | 27,894 G |
|       | Miriam Vece Martina Fidanza         | ITA  | 28,789 G |
|       | Millicent Tanner Georgia Hillard    | GBR  |          |

Die Radrennbahn in Aigle ist nur 200 Meter lang statt der üblichen 250. Die Teamsprinter fuhren zwei (Juniorinnen) bzw. drei Runden (Junioren). Die Zeiten sind deshalb mit denen anderer Junioren-Weltmeisterschaften nicht vergleichbar, bei denen die Rennen über 500 (Frauen) oder 750 Meter (Männer) bestritten werden bzw. wurden.

### Zeitfahren
| Platz | Sportler            | Land | Zeit (min) |
| ----- | ------------------- | ---- | ---------- |
|       | Alexander Wasjuchno | RUS  | 1:01,093   |
|       | Marc Jurczyk        | GER  | 1:01,175   |
|       | Ayrton De Pauw      | BEL  | 1:01,909   |

| Platz | Sportlerin       | Land | Zeit (s) |
| ----- | ---------------- | ---- | -------- |
|       | Miriam Vece      | ITA  | 34,073   |
|       | Miglė Marozaitė  | LTU  | 34,290   |
|       | Millicent Tanner | GBR  | 35,119   |

### Einerverfolgung
| Platz | Sportler         | Land | Zeit (min) |
| ----- | ---------------- | ---- | ---------- |
|       | Felix Groß       | GER  | 4:16,622 G |
|       | Iwan Smirnow     | RUS  | 4:17,080 G |
|       | Stefan Bissegger | SUI  | 4:16,552 B |

| Platz | Sportlerin          | Land | Zeit (min) |
| ----- | ------------------- | ---- | ---------- |
|       | Marta Cavalli       | ITA  | 3:32,303 G |
|       | Martina Alzini      | ITA  | 3:39,993 G |
|       | Natalia Studenikina | RUS  | 3:34,466 B |

### Mannschaftsverfolgung
| Platz | Sportler                                                      | Land | Zeit (min) |
| ----- | ------------------------------------------------------------- | ---- | ---------- |
|       | Matthew Bostock Fred Wright Joe Holt Matthew Walls            | GBR  | 3:57,336 g |
|       | Valère Thiébaud Lukas Rüegg Stefan Bissegger Robin Froidevaux | SUI  | DNF        |
|       | Iwan Smirnow Dmitri Muchomedjarow Lew Gonow Gleb Syriza       | RUS  |            |

| Platz | Sportlerin                                                         | Land | Zeit (min) |
| ----- | ------------------------------------------------------------------ | ---- | ---------- |
|       | Martina Alzini Elisa Balsamo Marta Cavalli Letizia Paternoster     | ITA  |            |
|       | Megan Barker Rebecca Raybould Jessica Roberts Jenny Holl           | GBR  | eingeholt  |
|       | Franziska Brauße Michaela Ebert Lea Lin Teutenberg Laura Süßemilch | GER  | 4:32,429 B |

### Ausscheidungsfahren
| Platz | Sportler          | Land |
| ----- | ----------------- | ---- |
|       | Jules Hesters     | BEL  |
|       | Alexander Smirnow | RUS  |
|       | Jauhen Karaljok   | BLR  |

| Platz | Sportlerin          | Land |
| ----- | ------------------- | ---- |
|       | Letizia Paternoster | ITA  |
|       | Clara Copponi       | FRA  |
|       | Mylène de Zoete     | NED  |

### Scratch
| Platz | Sportler        | Land |
| ----- | --------------- | ---- |
|       | Matthew Walls   | GBR  |
|       | Nico Selenati   | SUI  |
|       | Marten Kooistra | NED  |

| Platz | Sportlerin          | Land |
| ----- | ------------------- | ---- |
|       | Kirstie van Haaften | NED  |
|       | Rebecca Raybould    | GBR  |
|       | Maria Martins       | POR  |

### Punktefahren
| Platz | Sportler        | Land | Punkte |
| ----- | --------------- | ---- | ------ |
|       | Edgar Stepanyan | ARM  | 98     |
|       | Matteo Donegà   | ITA  | 92     |
|       | Bryan Boussaer  | BEL  | 89     |

| Platz | Sportlerin       | Land | Punkte |
| ----- | ---------------- | ---- | ------ |
|       | Diana Klimowa    | RUS  | 79     |
|       | Aksana Salaujewa | BLR  | 75     |
|       | Valentine Fortin | FRA  | 75     |

### Omnium
| Platz | Sportler         | Land | Punkte |
| ----- | ---------------- | ---- | ------ |
|       | Ethan Hayter     | GBR  | 175    |
|       | Moritz Malcharek | GER  | 124    |
|       | Sergei Rostowzew | RUS  | 102    |

| Platz | Sportlerin          | Land | Punkte |
| ----- | ------------------- | ---- | ------ |
|       | Letizia Paternoster | ITA  | 136    |
|       | Franziska Brauße    | GER  | 132    |
|       | Megan Barker        | GBR  | 129    |

### Madison
| Platz | Sportler                     | Land | Punkte (Runden) |
| ----- | ---------------------------- | ---- | --------------- |
|       | Matthew Walls Ethan Hayter   | GBR  | 121             |
|       | Bryan Boussaer Jules Hesters | BEL  | 51              |
|       | Nico Selenati Lukas Rüegg    | SUI  | 38              |

| Platz | Sportlerin                        | Land | Punkte (Runden) |
| ----- | --------------------------------- | ---- | --------------- |
|       | Marija Nowolodskaja Diana Klimowa | RUS  | 85              |
|       | Megan Barker Jessica Roberts      | GBR  | 38              |
|       | Elisa Balsamo Letizia Paternoster | ITA  | 34              |

## Resultate Juniorinnen/Junioren
- Legende: „G“ = Zeit aus dem Finale um Gold; „B“ = Zeit aus dem Finale um Bronze

### Sprint
| Platz | Sportler        | Land | Zeit (s)              |
| ----- | --------------- | ---- | --------------------- |
|       | Iwan Gladyschew | RUS  | 10,704 (1) 10,615 (3) |
|       | Florian Grengbo | FRA  | 10,912 (2)            |
|       | Jakub Stastny   | CZE  | 10,455 (1) 10,729 (2) |

| Platz | Sportlerin         | Land | Zeit (s)              |
| ----- | ------------------ | ---- | --------------------- |
|       | Jana Tyschtschenko | RUS  | 12,034 (1) 12,017 (2) |
|       | Ksenia Andrejewa   | RUS  |                       |
|       | Nikola Sibiak      | POL  | 12,034 (1) 12,217 (2) |

### Keirin
| Platz | Sportler          | Land |
| ----- | ----------------- | ---- |
|       | Florian Grengbo   | FRA  |
|       | Cezary Laczkowski | POL  |
|       | Jakub Stastny     | CZE  |

| Platz | Sportlerin         | Land |
| ----- | ------------------ | ---- |
|       | Jana Tyschtschenko | RUS  |
|       | Giada Capobianchi  | ITA  |
|       | Anna Dozdewa       | RUS  |

### Teamsprint
| Platz | Sportler                                           | Land | Zeit (s) |
| ----- | -------------------------------------------------- | ---- | -------- |
|       | Danila Burlakow Daniil Komkow Iwan Gladyschew      | RUS  | 36,557 G |
|       | Jordy Allan Ticot Titouan Renvoise Vincent Yon     | FRA  | 37,334 G |
|       | Cezary Laczkowski Oskar Filipczak Mateusz Sztrauch | POL  | 37,122 B |

| Platz | Sportlerin                          | Land | Zeit (s) |
| ----- | ----------------------------------- | ---- | -------- |
|       | Ksenia Andrejewa Jana Tyschtschenko | RUS  | 28,418 G |
|       | Viktorija Šumskytė Arūnė Savičiūtė  | LTU  | 28,498 G |
|       | Paulina Petri Nikola Sibiak         | POL  |          |

Die Radrennbahn in Aigle ist nur 200 Meter lang statt der üblichen 250. Die Teamsprinter fuhren zwei (Juniorinnen) bzw. drei Runden (Junioren). Die Zeiten sind deshalb mit denen anderer Junioren-Weltmeisterschaften nicht vergleichbar, bei denen die Rennen über 500 (Juniorinnen) oder 750 Meter (Junioren) bestritten werden bzw. wurden.

### Zeitfahren
| Platz | Sportler          | Land | Zeit (min) |
| ----- | ----------------- | ---- | ---------- |
|       | Jakub Stastny     | CZE  | 1:02,837   |
|       | Titouan Renvoise  | FRA  | 1:02,954   |
|       | Filip Prokopyszyn | POL  | 1:03,597   |

| Platz | Sportlerin         | Land | Zeit (s) |
| ----- | ------------------ | ---- | -------- |
|       | Jana Tyschtschenko | RUS  | 34,632   |
|       | Viktorija Šumskytė | LTU  | 35,106   |
|       | Ksenia Andrejewa   | RUS  | 35,457   |

### Einerverfolgung
| Platz | Sportler              | Land | Zeit (min) |
| ----- | --------------------- | ---- | ---------- |
|       | Samuele Manfredi      | ITA  | 3:15,944 G |
|       | Panagiotis Karatsivis | GRE  | 3:17,152 G |
|       | Nikita Bersenew       | RUS  | 3:16,990 B |

| Platz | Sportlerin        | Land | Zeit (min) |
| ----- | ----------------- | ---- | ---------- |
|       | Vittoria Guazzini | ITA  | 2:21,197 G |
|       | Iara Gillespie    | IRL  | 2:21,846 G |
|       | Sofia Collinelli  | ITA  | 2:24,013 B |

### Mannschaftsverfolgung (4000 m)
| Platz | Sportler                                                        | Land | Zeit (min)  |
| ----- | --------------------------------------------------------------- | ---- | ----------- |
|       | Kacper Walkowiak Damian Papierski Wiktor Richter Michal Galka   | POL  | 4:03,656    |
|       | Samuele Manfredi Alessio Bonelli Davide Boscaro Tommaso Nencini | ITA  | 4:04,668    |
|       | Max Gehrmann Calvin Dik Jannis Peter Tobias Buck-Gramcko        | GER  | 4:07,401 DR |

| Platz | Sportlerin                                                               | Land | Zeit (min) |
| ----- | ------------------------------------------------------------------------ | ---- | ---------- |
|       | Silvia Zanardi Gloria Scarsi Giorgia Catarzi Sofia Collinelli            | ITA  | 4:30,397   |
|       | Karine Minasiane Daria Malkowa Marija Miljajewa Aigul Garejewa           | RUS  | 4:33,208   |
|       | Ricarda Bauernfeind Lena Charlotte Reißner Friederike Stern Finja Smekal | GER  | 4:40,329   |

### Ausscheidungsfahren
| Platz | Sportler      | Land |
| ----- | ------------- | ---- |
|       | Milan Fretin  | BEL  |
|       | Dsjanis Masur | BLR  |
|       | Louis Brulé   | FRA  |

| Platz | Sportlerin      | Land |
| ----- | --------------- | ---- |
|       | Gloria Scarsi   | ITA  |
|       | Shari Bossuyt   | BEL  |
|       | Marta Jaskulska | POL  |

### Scratch
| Platz | Sportler              | Land |
| ----- | --------------------- | ---- |
|       | Arthur Senrame        | BEL  |
|       | Filip Prokopyszyn     | POL  |
|       | Panagiotis Karatsivis | GRE  |

| Platz | Sportlerin            | Land |
| ----- | --------------------- | ---- |
|       | Gloria Scarsi         | ITA  |
|       | Shari Bossuyt         | BEL  |
|       | Anastasia Lukaschenko | RUS  |

### Punktefahren
| Platz | Sportler              | Land | Punkte |
| ----- | --------------------- | ---- | ------ |
|       | Yanne Dorenbos        | NED  | 65     |
|       | Panagiotis Karatsivis | GRE  | 51     |
|       | Dsjanis Masur         | BLR  | 47     |

| Platz | Sportlerin      | Land | Punkte |
| ----- | --------------- | ---- | ------ |
|       | Lara Gillespie  | IRL  | 30     |
|       | Olha Kulynych   | UKR  | 25     |
|       | Marta Jaskulska | POL  | 24     |

### Omnium
| Platz | Sportler              | Land | Punkte |
| ----- | --------------------- | ---- | ------ |
|       | Fabio Van den Bossche | BEL  | 132    |
|       | Calvin Dik            | GER  | 129    |
|       | Tommaso Nencini       | ITA  | 125    |

| Platz | Sportlerin        | Land | Punkte |
| ----- | ----------------- | ---- | ------ |
|       | Vittoria Guazzini | ITA  | 138    |
|       | Shari Bossuyt     | BEL  | 127    |
|       | Marta Jakulska    | POL  | 122    |

### Madison
| Platz | Sportler                                | Land | Punkte |
| ----- | --------------------------------------- | ---- | ------ |
|       | Nicolas Wernimont Fabio Van den Bossche | BEL  | 43     |
|       | Calvin Dik Nils Weispfennig             | GER  | 34     |
|       | Damian Papierski Filip Prokopyszyn      | POL  | 25     |

| Platz | Sportlerin                            | Land | Punkte |
| ----- | ------------------------------------- | ---- | ------ |
|       | Gloria Scarsi Vittoria Guazzini       | ITA  | 47     |
|       | Daria Malkowa Marija Miljajewa        | RUS  | 29     |
|       | Katharina Hechler Ricarda Bauernfeind | GER  | 22     |

## Medaillenspiegel
| Rang  | Land                   | Gold | Silber | Bronze | Gesamt |
| ----- | ---------------------- | ---- | ------ | ------ | ------ |
| 1     | Italien                | 13   | 5      | 3      | 21     |
| 2     | Russland               | 9    | 6      | 7      | 22     |
| 3     | Belgien                | 6    | 4      | 3      | 13     |
| 4     | Frankreich             | 4    | 5      | 2      | 11     |
| 5     | Vereinigtes Königreich | 4    | 3      | 3      | 10     |
| 6     | Polen                  | 2    | 2      | 9      | 13     |
| 7     | Niederlande            | 2    | 1      | 2      | 5      |
| 8     | Deutschland            | 1    | 6      | 5      | 12     |
| 9     | Irland                 | 1    | 1      | 0      | 2      |
| 10    | Tschechien             | 1    | 0      | 4      | 5      |
| 11    | Armenien               | 1    | 0      | 0      | 1      |
| 12    | Litauen                | 0    | 4      | 0      | 4      |
| 13    | Belarus                | 0    | 2      | 2      | 4      |
| 13    | Schweiz                | 0    | 2      | 2      | 4      |
| 15    | Griechenland           | 0    | 2      | 1      | 3      |
| 16    | Ukraine                | 0    | 1      | 0      | 1      |
| 17    | Portugal               | 0    | 0      | 1      | 1      |
| Total | Total                  | 44   | 44     | 44     | 132    |

## Aufgebote

### Bund Deutscher Radfahrer

#### U23
- Frauen: Franziska Brauße, Michaela Ebert, Hannah Steffen, Laura Süßemilch, Lea Lin Teutenberg
- Männer: Richard Banusch, Jasper Frahm, Felix Groß, Carl Hinze, Marc Jurczyk, Moritz Malcharek, Sebastian Schmiedel, Nik Schröter

#### Junioren
- Juniorinnen: Ricarda Bauernfeind, Katharine Hechler, Paulina Klimsa, Lena Charlotte Reißner, Finja Smekal, Friederike Stern
- Junioren: Tobias Buck-Gramcko, Calvin Dik, Max Gehrmann, Julien Jäger, Jannis Peter, Elias Richter, Justin Stöckert, Henri Uhlig, Nils Weispfennig, Hannes Wilksch, Maarten Zillmer

### Österreichischer Radsport-Verband

#### U23
- Felix Ritzinger

#### Junioren
- Lukas Viehberger

### Swiss Cycling

#### U23
- Frauen: Michelle Andres, Léna Mettraux, Aline Seitz
- Männer: Stefan Bissegger, Robin Froidevaux, Marc Frossard, Lukas Rüegg, Mauro Schmid, Nico Selenati, Valère Thiébaud, Alex Vogel

#### Junioren
- Dominik Bieler, Nicolò De Lisi, Ruben Eggenberg, Robin Ender, Simon Imboden, Felix Stehli, Oliver Weber